# 저항라 적삼
저항라 적삼은 서울특별시 강남구 삼성동 경기여자고등학교 경운박물관에 있는 의류이다. 2014년 10월 29일 대한민국의 국가등록문화재 제614호로 지정되었다.

## 개요
모시로 항라를 제작한 것으로 국내에서 유일하게 발견된 유물이다. 항라는 지금까지도 한복 소재를 만드는 기법중 하나이지만 현재까지 전해지는 섬유재료는 견직물이 대다수이고 문헌에 전해지는 저항라가 실재로 제작되었음을 알 수 있는 귀한 자료이다.

## 같이 보기
- 항라

## 참고 자료
- 저항라 적삼 - 국가유산청 국가유산포털